# Callaway County
Callaway County är ett administrativt område i delstaten Missouri, USA, med 44 332 invånare. Den administrativa huvudorten (county seat) är Fulton. 

## Geografi
Enligt United States Census Bureau har countyt en total area på 2 194 km². 2 173 km² av den arean är land och 21 km² är vatten.

### Angränsande countyn
- Audrain County - nord
- Montgomery County - öst
- Osage County - syd
- Cole County - sydväst
- Boone County - väst

### Orter
- Auxvasse
- Fulton (huvudort)
- Holts Summit
- Jefferson City (delvis i Cole County)
- Kingdom City
- Lake Mykee Town
- Mokane
- New Bloomfield